# Cantone di Saint-Julien-du-Sault
Il Cantone di Saint-Julien-du-Sault era una divisione amministrativa dell'arrondissement di Sens.
È stato soppresso a seguito della riforma complessiva dei cantoni del 2014, che è entrata in vigore con le elezioni dipartimentali del 2015.
Comprendeva i comuni di:
- La Celle-Saint-Cyr
- Cudot
- Précy-sur-Vrin
- Saint-Julien-du-Sault
- Saint-Loup-d'Ordon
- Saint-Martin-d'Ordon
- Saint-Romain-le-Preux
- Sépeaux
- Verlin